# Tramore
Tramore (in irlandese: Trá Mhór) è una cittadina nella contea di Waterford, in Irlanda.